# 戈让
戈让（法語：Gaujan，法語發音：[ɡoʒɑ̃]）是法国热尔省的一个市镇，位于该省东南部，属于欧什区。

## 地理
戈让（43°24'30"N, 0°43'21"E）面积10.82 平方千米，位于法国奧克西塔尼大區热尔省，该省份为法国西南部内陆省份，北起顺时针与洛特-加龙省、塔恩-加龙省、上加龙省、上比利牛斯省、大西洋比利牛斯省和朗德省接壤。
与戈让接壤的市镇（或旧市镇、城区）包括：莫拉、皮莫兰、梅扬、蒙蒂、阿斯塔拉克自由城。

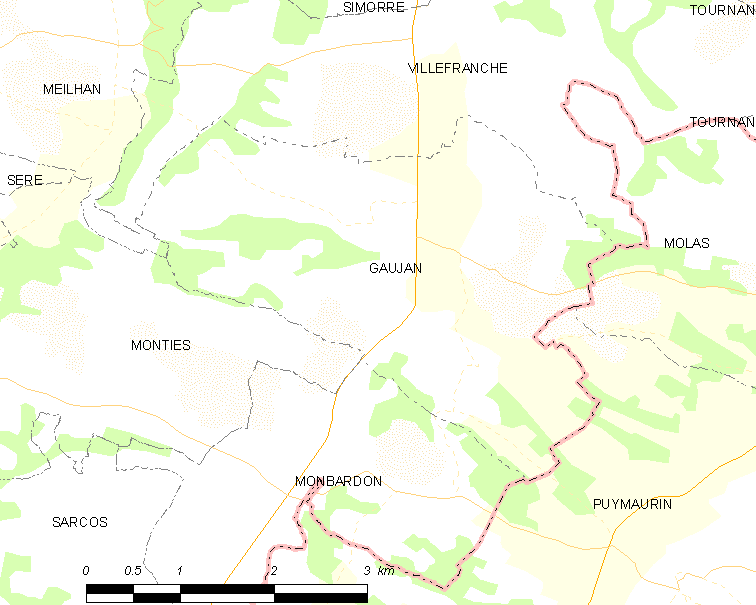
戈让的OSM定位图

戈让的时区为UTC+01:00、UTC+02:00（夏令时）。

## 行政
戈让的邮政编码为32420，INSEE市镇编码为32141。

## 政治
戈让所属的省级选区为萨沃河谷县。

## 人口

1962-2008年间戈让人口变化图示

戈让于2022年1月1日时的人口数量为119人。